# Kantō (regija)
Kantō (japanski: 関東地方 Kantō-chihō) je regija na Honshu, najvećem otoku Japana područje obuhvaća šire područje Tokija. Regija obuhvaća i sedam okruga: Gunma, Tochigi, Ibaraki, Saitama, Tokyo, Chiba i Kanagawa. U okviru svojih granica, nešto više od 40 posto površine je ravnica Kantō. Ostatak se sastoji od brda i planina koje tvore zemljišne granice. 

## Povijest
U regiji Kantōu nalazi se sjedište japanske vlade, najveća skupina sveučilišta i kulturnih institucija, najveći broj stanovnika i velika industrijska zona. Iako je većina od ravnice Kantō koristi za stambena, komercijalna ili industrijska područja, još uvijek se obrađuje. Riža je glavna kultura, iako je zona oko Tokija i Yokohame uređena vrtovima čiji proizvode se plasiraju na gradsko tržište.
Prijelomni trenutak u japanskog modernoj povijesti dogodio se u kasno Taisho razdoblje: Veliki potres u Kantōu 1923. godine koji je odnio više od 100.000 života i opustošeno područje Tokija i Yokohame, dogodio se u trenutku kada je Japan još uvijek izlazio iz ekonomske recesije zbog reakcije na pretenciozan tijekom Prvog svjetskog rata.
Većina američkih vojnih baza na otoku Honshu nalaze se na ravnicama Kantōa. 
Kantō ime doslovno znači "istočno od ograde." Ime Kantō danas se općenito smatra da znači regije istok (东) u točki Hakone (关 所).

## Prefekture
Kantō regija podijeljena je na sedam prefektura:
1. Chiba
2. Gunma
3. Ibaraki
4. Kanagawa
5. Saitama
6. Tochigi
7. Tokio

## Stanovništvo
Prema službenom popisu stanovništva iz 2010. godine regija ima 42.607.376 stanovnika, što je oko jedna trećina ukupnog broja stanovnika Japana.